# Adolphe Billault

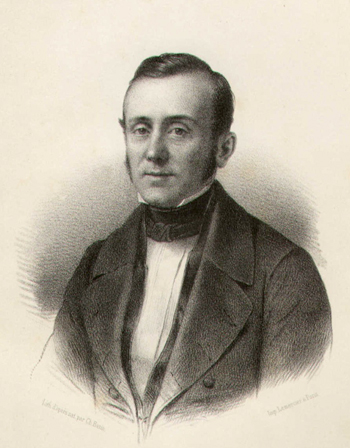
Porträt Adolphe Billaults von Charles-Louis Bazin

Adolphe Augustin Marie Billault (* 12. November 1805 in Vannes, Département Morbihan; † 13. Oktober 1863 in Basse-Goulaine, Département Loire-Atlantique) war ein französischer Rechtsanwalt und Staatsmann.

## Leben
Adolphe Billault studierte die Rechte in Rennes und ließ sich als Advokat in Nantes nieder, wo er schnell Ansehen erwarb und seit 1830 Mitglied des dortigen Munizipalrates war. 1830 heiratete er Françoise Bourgault-Ducoudray, Tochter des Präsidenten der Handelskammer von Nantes, Guillaume Bourgault-Ducoudray, dem das Landgut Grézillières in Basse-Goulaine gehörte. Billault erbte einen Teil dieses Gutes und ließ sich hier ein Schloss erbauen. Mit seiner Gattin hatte er zwei Töchter.
1833 wurde Billault Mitglied des Generalrates des Départements Loire-Inférieure und im November 1837 von diesem in die Deputiertenkammer gewählt. Hier trat er der Opposition bei und griff in kräftiger Rede die Regierungsmaßregeln an, vornehmlich die Wahlbestechungen, das Durchsuchungsrecht in Betreff des Sklavenhandels und die Pritchardsche Entschädigungsangelegenheit. 1838 wurde er Sekretär der mit dem Studium der Eisenbahnfrage beauftragten Kommission, dann Rechtskonsulent des Herzogs von Aumale und im Kabinett von Adolphe Thiers am 1. März 1840 Unterstaatssekretär im Handels- und Ackerbauministerium. Als solcher verteidigte er die Befestigung von Paris und entwarf einen Handelsvertrag mit Holland. Nach dem Sturz des Ministeriums am 29. Oktober 1840 wurde er Advokat in Paris und schloss sich in der Deputiertenkammer wieder der Opposition an, näherte sich dann aber der ministeriellen Partei und verband sich sogar mit ihr in der spanischen Heiratsfrage.
Nach der Februarrevolution 1848 wurde Billault im Département  Loire-Inférieure am 23. April 1848 in die Konstituierende Versammlung gewählt. Hier hielt er sich zur gemäßigt-demokratischen Partei und stimmte für die Verbannung der Orléans und gegen das Zweikammersystem. Er schloss sich in dieser Zeit dem Präsidenten Louis Napoleon (dem späteren Napoleon III.) an, erreichte es aber damals noch nicht, in die Gesetzgebende Versammlung zu gelangen. Als Advokat am Pariser Gerichtshof blieb er der demokratischen Sache treu und bekämpfte das das allgemeine Wahlrecht beschränkende Gesetz vom 31. Mai 1850. Als der Präsident das allgemeine Wahlrecht wiederherstellte, wurde Billault wiederholt als Ministerkandidat genannt.
Nach dem Staatsstreich Napoleons III. vom 2. Dezember 1851 wurde Billault am 29. Februar 1852 als Abgeordneter von Saint-Girons (Département Ariège) in den Gesetzgebenden Körper gewählt, zu dessen Präsidenten ihn Napoleon III. ernannte. Als solcher war er ein Hauptwerkzeug bei der Wiederherstellung des Kaiserreichs. Am 23. Juni 1854 wurde er anstelle Persignys Innenminister und am 4. Dezember 1854 Senator. Zum Großkreuz der Ehrenlegion wurde er am 15. August 1857 ernannt. Nach dem Attentat Felice Orsinis auf den Kaiser (14. Januar 1858) musste Billault am 8. Februar 1858 das Innenministerium an den General Espinasse abtreten, ersetzte aber dessen zweiten Nachfolger, den Herzog von Padua, bereits wieder am 1. November 1859. Er übergab das Innenministerium am 5. Dezember 1860 an Persigny, wurde Minister ohne Portefeuille und hatte als solcher die Politik des Kaisers im Gesetzgebenden Körper zu verteidigen, eine Aufgabe, die er mit großem Geschick löste. Am 23. Juni 1863 mit dem neugebildeten Staatsministerium betraut, wirkte er insbesondere zur Entkräftung der Opposition von Thiers. Er starb, durch die ständigen parlamentarischen Kämpfe gesundheitlich angeschlagen, plötzlich am 13. Oktober 1863 im Alter  von knapp 58 Jahren auf seinem Schloss Grézillières bei Nantes. Neben Eugène Rouher und Pierre Jules Baroche gehörte er unter Napoleon III. zu den parlamentarisch gewandtesten bonapartistischen Staatsmännern. Im September 1867 wurde sein Standbild vor dem Justizpalast von Nantes aufgestellt.
A. Huet gab Billaults Plädoyers und politische Reden als Œuvres de Monsieur Billault, précédées d’une notice biographique (2 Bde., Paris 1864) heraus.